# التفاحة والجمجمة (فلم)
التفاحة والجمجمة هو فيلم مصري من إخراج محمد أبو سيف وبطولة حسن يوسف، إيمان، أنور إسماعيل وإبراهيم نصر. الفيلم مبني على رواية تحمل نفس الاسم للكاتب المصري محمد عفيفي.

## نبذة
ينجو خمسة من رُكّاب السفينة الغارقة ويصلون إلى جزيرة منعزلة، المهندس أحمد (حسن يوسف) والممثلة المشهورة ظاظا (إيمان) وشاب أجنبي والتاجر الثري الحاج طُلبة (أنور إسماعيل) ومساعده كرشة (إبراهيم نصر). يحاول الجميع التعايش مع الظروف الجديدة ومحاوله النجاة، يطلب الحاج طلبة من أحمد بناء مركب ليتمكنوا من الرحيل مقابل منحه شيكًا بمبلغ كبير، ويتعاون الجميع في بنائه.

## طاقم العمل
- حسن يوسف بدور أحمد عبدالرحمن
- إيمان بدور زازا
- أنور إسماعيل بدور طلبة حسنين
- إيراهيم نصر بدور كرشة

## وصلات خارجية
- مقالات تستعمل روابط فنية بلا صلة مع ويكي بيانات
- التفاحة والجمجمة على موقع الدهليز